# Le Métis
Pour plus de détails, voir Fiche technique et Distribution.
Le Métis (The Half-Breed) est un film muet américain avec Douglas Fairbanks, réalisé par Allan Dwan, sorti en 1916.

## Synopsis
Dans "le pays des grands arbres", quelque part en Californie, une jeune mère cherokee, née de l'union avec un homme blanc, est rejetée par tous les hommes. Elle abandonne son enfant chez un ermite naturaliste. L'enfant est élevé par ce vieil homme. Plusieurs années après, l'ermite meurt et l'enfant, devenu adulte, est rejeté par la société.

## Fiche technique
- Titre original : The Half-Breed
- Titre français : Le Métis
- Réalisation : Allan Dwan
- Scénario : Anita Loos, d'après une œuvre de Bret Harte
- Photographie : Victor Fleming
- Production : D. W. Griffith
- Société de production : Fine Arts Film Company
- Société de distribution : Triangle Distributing Corporation
- Pays d’origine :  États-Unis
- Langue : anglais
- Format : Noir et blanc - 35 mm - 1,33:1 - Muet
- Genre : Western
- Durée : 1h 13 minutes (5 bobines)
- Date de sortie :  États-Unis : 30 juillet 1916

## Distribution
- Douglas Fairbanks
- Alma Rubens
- Sam De Grasse
- Tom Wilson
- Frank Brownlee
- Jewel Carmen